# Eopuffinus kazachstanensis
Eopuffinus kazachstanensis — вид викопних птахів ряду буревісникоподібних (Procellariiformes), що мешкав у верхньому палеоцені на території сучасної Середньої Азії. Викопні залишки знайдені у Казахстані у 1986 році. Вид може бути близьким до предків родини буревісникових (Procellariidae).
Назва виду перекладається з латини як «Ранній буревісник казахстанський».